# アメリカ独立国立歴史公園

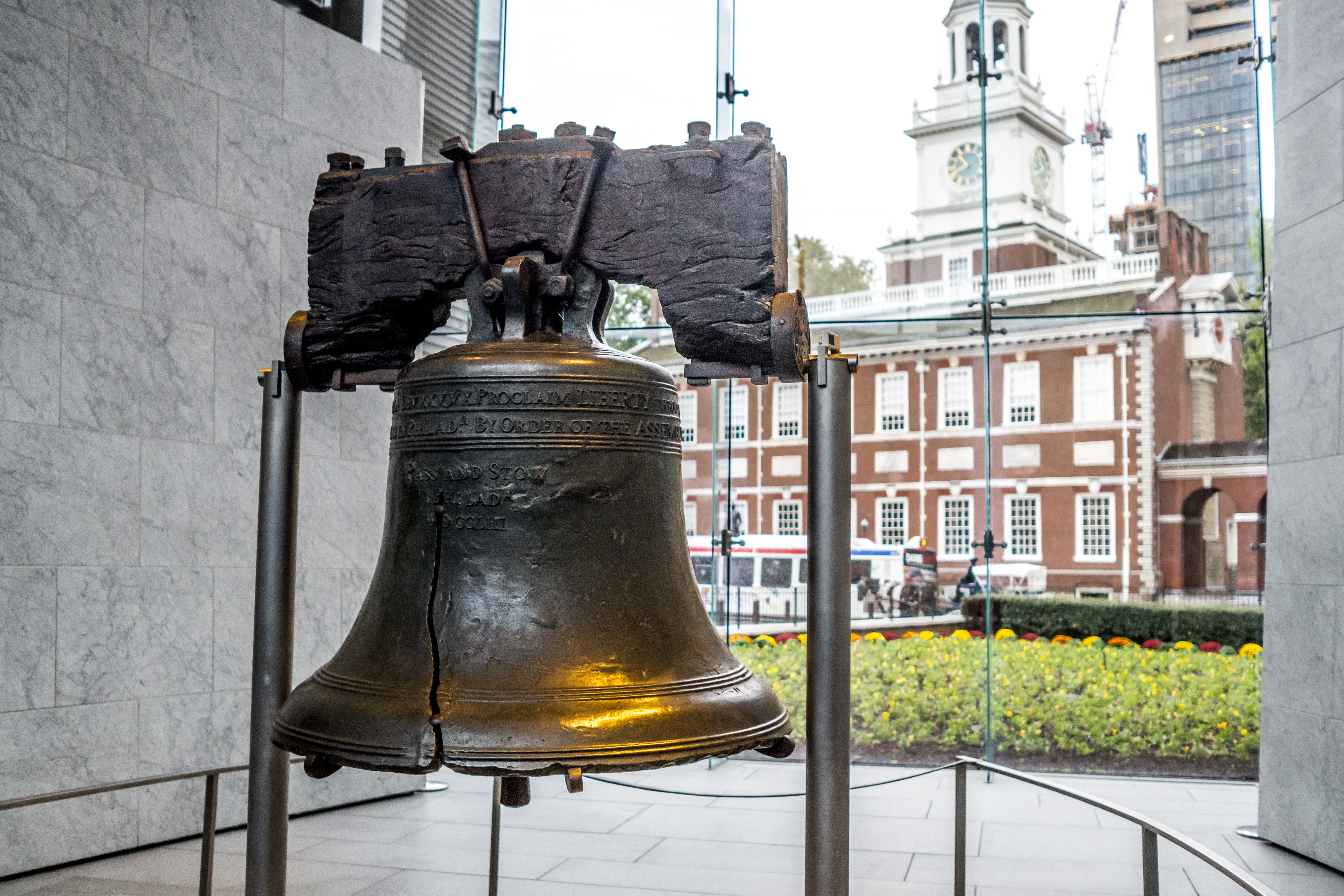
独立記念館にある自由の鐘。

アメリカ独立国立歴史公園（アメリカどくりつこくりつれきしこうえん、英語: Independence National Historic Park）は、アメリカ合衆国ペンシルベニア州フィラデルフィアにある国立歴史公園である。

## 概要
アメリカ独立国立歴史公園は、アメリカ合衆国ペンシルベニア州フィラデルフィアにある連邦政府によって保護された国立歴史公園であり、アメリカ独立戦争と国の創設の歴史に関連するいくつかの場所が保存されている。国立公園局によって管理されている22ヘクタール（55エーカー）のこの公園は、旧市街とソサエティーヒル地区内にあり、フィラデルフィアで最も訪問客が多い史跡で構成されていて、歴史的建造物が豊富にあることから、「アメリカで最も歴史的な平方マイル」と呼ばれている。
この公園で最も重要な場所は、ユネスコの世界遺産にも登録されている独立記念館で、18世紀後半にここでアメリカ独立宣言とアメリカ合衆国憲法が議論され採択された。独立記念館は、1775年から1783年までの第二回大陸会議と1787年夏の憲法制定会議の主要な集会所であった。その他、コングレス・ホール、第一合衆国銀行、第二合衆国銀行などがある。

## 参照項目
- アメリカ合衆国国立史跡
- アメリカ合衆国国家歴史登録財